# Árpád Fazekas
Árpád Fazekas (Szombathely, 23 de junio de 1930 – Budapest, 10 de agosto de 2018) fue un futbolista internacional húngaro que jugó en la posición de portero.

## Carrera
Fazekas jugó en los equipo del Budapesti Dózsa, Vörös Lobogo, Bayern Múnich, Hessen Kassel, Anderlecht y RC Tirlemont.
Después de la Revolución Húngara de 1956, abandonó Hungría y fichó por el Bayern Múnich. En 1960 cuando el Dinamo de Kiev visitaba Múnich, le dijo a Yozhef Sabo que se quedaba en Alemania y que levantaría su propio negocio.
Fue internacional por la Hungría en cinco ocasiones.

## Clubes
| Club            | País                | Año       | Partidos |
| --------------- | ------------------- | --------- | -------- |
| Budapesti Dózsa | Hungría             | 1953–1954 | 25       |
| Vörös Lobogo    | Hungría             | 1954–1955 | 25       |
| Bayern Múnich   | Alemania Occidental | 1955–1961 | 100      |
| Hessen Kassel   | Alemania Occidental | 1961–1962 | 18       |
| Anderlecht      | Bélgica             | 1962–1964 | 13       |
| Tienen-Hageland | Bélgica             | 1967–1969 |          |